# Polytrichophora boriqueni
Polytrichophora boriqueni är en tvåvingeart som beskrevs av Cresson 1930. Polytrichophora boriqueni ingår i släktet Polytrichophora och familjen vattenflugor. Inga underarter finns listade i Catalogue of Life.